# Urotrygon nana
Urotrygon nana е вид акула от семейство Urotrygonidae.

## Разпространение и местообитание
Видът е разпространен в Гватемала, Коста Рика, Никарагуа, Панама, Салвадор и Хондурас.
Среща се на дълбочина от 5 до 169 m, при температура на водата около 13,8 °C и соленост 34,9 ‰.

## Описание
На дължина достигат до 25 cm.